# Sport Boys Warnes
O Sport Boys Warnes é um clube de futebol boliviano, sediado na cidade de Warnes. foi fundado em 17 de Agosto de 1954. Em 2013 alcançou o o segundo lugar na Liga Nacional B e estreando na temporada seguinte, na Primeira Divisão Boliviana, tendo em seu elenco o goleiro Sergio Galarza e o atacante Joaquín Botero.
No ano seguinte, o presidente boliviano Evo Morales assinou com o Sport Boys Warnes, recebendo um salário de 200 dólares por mês, tornando-se o jogador mais velho em atividade no futebol profissional.

## Títulos
- Campeonato Boliviano: 1 (2015-A)